# Amphipteryx chiapensis
Amphipteryx chiapensis es un caballito del diablo de la familia Amphipterygidae. Fue descrito por Enrique González-Soriano en el año 2010.
Vive en el Estado de Chiapas, en México. Se le encuentra en ríos y escurrideros en bosque mesófilo de montaña. En México no se encuentra en ninguna categoría de riesgo; tampoco en la Lista Roja de la IUCN (International Union for Conservation of Nature).

## Clasificación
Amphipteryx es un género mesoamericano de caballitos del diablo distribuido desde el centro de México hasta Honduras. Actualmente hay cinco especies descritas A. agrioides, A. chiapensis, A. meridionalis, A. nataliae y A. jaroli

## Descripción
Lóbulo posterior del protórax con lóbulos laterales erectos y con forma de dedo mucho más cortos que el intervalo entre ellos; paraproctos considerablemente más cortos que los cercos y terminando en una punta cuadrada.

## Hábitat
Ríos y escurrideros en bosque mesófilo de montaña.

## Estado de conservación
En México no se encuentra en ninguna categoría de riesgo; tampoco en la Lista Roja de la IUCN.